# Keith Holmes
Keith Holmes est un boxeur américain né le 30 mars 1969 à Washington, District of Columbia.

## Carrière
Passé professionnel en 1989, il devient champion des États-Unis des super-welters en 1994 puis champion du monde des poids moyens WBC le 16 mars 1996 en stoppant à la 9e reprise Quincy Taylor. Holmes bat ensuite Richie Woodhall et Paul Vaden puis perd sa ceinture contre Hacine Cherifi le 2 mai 1998. Il remporte le combat revanche le 24 avril 1999, enchaine par deux autres succès contre Andrew Council et Robert McCracken avant de s'incliner aux points face à Bernard Hopkins lors du combat de réunification des ceintures IBF & WBC le 14 avril 2001. Il met un terme à sa carrière en 2009 sur un bilan de 41 victoires et 5 défaites.